# Cidade Histórica de Sucre
A Cidade Histórica de Sucre, na Bolívia, foi fundada em 1538 com o nome de "Vila da Prata". Contém edifícios com mais de 200 anos. Sucre é conhecida como a "cidade branca das Américas", por estar próxima da Cordilheira dos Andes.
Entre os muitos monumentos de Sucre merecem destaque: 
- O Mercado Central, com produtos de todos os gêneros, de sobremesas coloridas a cabritos em pêlo e com o pescoço cortado.
- Museu Casa de la libertad (um dos monumentos mais importantes da Bolívia. Na casa foi assinada a primeira acta da independência do país. Abriga relíquias históricas). Fica na Plaza 25 de mayo.
- Na mesma praça estão os Museus de História Natural,
- A Catedral Metropolitana (arte sacra, um dos mais importantes do país) e
- A Igreja de San Francisco, que conserva a histórica "Campana de la libertad" (Sino da liberdade) que chamou à revolução de 25 de maio de 1809.
- Museu Universitário Charcas (dois museus - um colonial e outro antropológico) - está em um prédio do século XVII, na rua Bolivar.

A Cidade Histórica de Sucre foi declarada Património Mundial da UNESCO em 1991.